# ペータル・ペシッチ
ペータル・ペシッチ（キリル表記：Петар Пешић、1871年10月21日 - 1944年9月6日）は、セルビア、ユーゴスラビアの軍人。上級大将。

## 経歴
ニシュ出身。1892年、軍事アカデミー、1896年、高等軍事学校で教育を受ける。砲兵隊に配属。1896年～1897年、大隊長、1897年～1900年、参謀本部で勤務し、国王附属委任将校となる。1900年～1901年、フランス研修。1901年～1903年、モラヴァ師団区参謀長。1903年、歩兵大隊長。1903年～1904年、参謀総長副官。1904年～1910年、ドナウ師団区参謀長。1910年～1911年、歩兵連隊長。1911年～1912年、陸軍総監副官。
1912年～1913年のバルカン戦争時、第1軍参謀部で勤務し（1912年）、第1軍参謀長補となった（1913年）。1914年～1918年、最高司令部作戦課長、参謀長補を歴任し、1916年6月から在モンテネグロ・セルビア司令部代表兼防衛部長。1917年、セルビア軍のテッサロニキ戦線到着後、最高司令部参謀長補に任命。
1918年12月10日～1919年10月10日、和平会議のセルビア代表。1919年10月10日から最高司令部参謀次長。1920年3月から参謀次長。1921年3月からサヴァ師団区司令官。1921年7月から第4軍管区司令官補佐官、副司令官。1921年12月～1922年11月、1924年から参謀総長。1922年～1924年、1940年から国防相。ドイツとの同盟に反対していた。